# Москалюк, Прокофий Андреевич
Проко́фий Андре́евич Москалю́к (8 июля 1880 — после 1917) — член IV Государственной думы от Волынской губернии, крестьянин.

## Биография
Православный, крестьянин села Свинной Староконстантиновской волости Староконстантиновского уезда.
Окончил народное училище. Был ратником 1-го разряда ополчения, в 1902 году отбывал один учебный сбор. Занимался земледелием (2 десятины). Был членом Союза русского народа.
В 1912 году был избран членом Государственной думы от Волынской губернии. Входил во фракцию правых, после её раскола в ноябре 1916 — в группу независимых правых во главе с князем Б. А. Голицыным. Состоял членом комиссий: сельскохозяйственной, о путях сообщения, бюджетной и по рабочему вопросу.
Судьба после 1917 года неизвестна.

## Семья
Был женат, имел дочь.